# 星の砂
星の砂（ほしのすな、英語: star sand）は、星の形の粒子からなる砂状の海洋性堆積物、あるいはその成因となった生物である。星砂（ほしずな）とも呼ばれる。砂と名前が付いてはいるが、星の砂は死んだ有孔虫の殻であり、岩石の風化に由来する通常の砂とは異なる。

## 概要

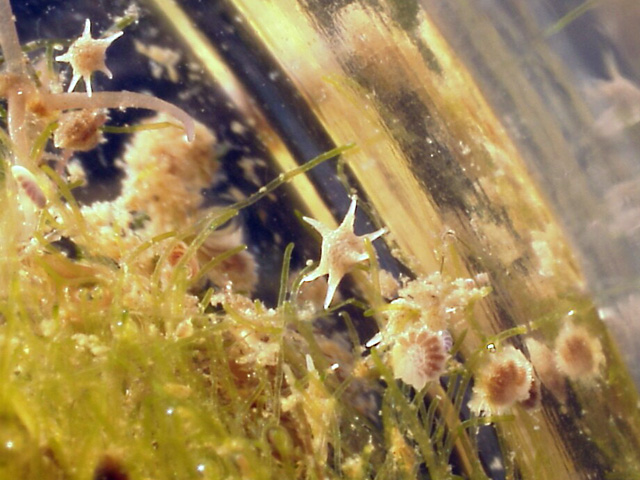
生きている「星の砂」。Baculogypsina sphaerulata ほか。

星の砂は原生生物である有孔虫の殻である。生きている有孔虫の殻内は原形質で満たされているが、有孔虫が死ぬと有機質である原形質が分解され、丈夫な殻のみが残存して堆積する。殻の形態が星や太陽を思わせる幾何学的な形状であるため、生物学的な研究対象としてのみならず、鑑賞の対象としても広く愛好されている。
有孔虫は単細胞生物としては大型の部類に入り、星の砂以外にも絶滅種のフズリナや貨幣石に代表されるように、しばしば肉眼的な大きさとなる。今と同じような星の砂の構成種となる有孔虫は鮮新世（500〜160万年前）ごろから出現しており、従って星の砂には現生の有孔虫の殻と共に、数万年前のもの（化石）が混入している場合もある。
有孔虫自体は海洋はもとより淡水、土壌中にも広く分布する生物群であるが、星の砂の元となる種の分布は温暖な海域に限られており、星の砂が見られる場所も限定される（後述する分布を参照）。星の砂を成す殻は炭酸カルシウムでできており、サンゴとともにサンゴ礁の炭素循環において重要な役割を果たしている。炭酸固定量（この場合は無機炭素としての固定）は700g（800,000個体相当）/m2/年 ほどと見積もられていて、これは造礁サンゴや石灰藻（紅藻の一種）に次ぐ量である。また、星の砂を作る大型の有孔虫には珪藻やハプト藻といった藻類が共生しており、この共生藻は光合成を行っている。このように、生態系の中で一次生産者に住処を提供するという側面もある。星の砂は生態的に重要な生物の残渣なのである。

## 分布
死んだ殻、すなわち星の砂は海岸に運ばれ、サンゴ片等とともに砂浜を形成する。日本では、沖縄県の多くの海岸で星の砂を見ることができるが、西表島の星砂の浜、竹富島のカイジ浜（太陽の砂（Calcarina）の比率が高い）、鳩間島などが有名である。

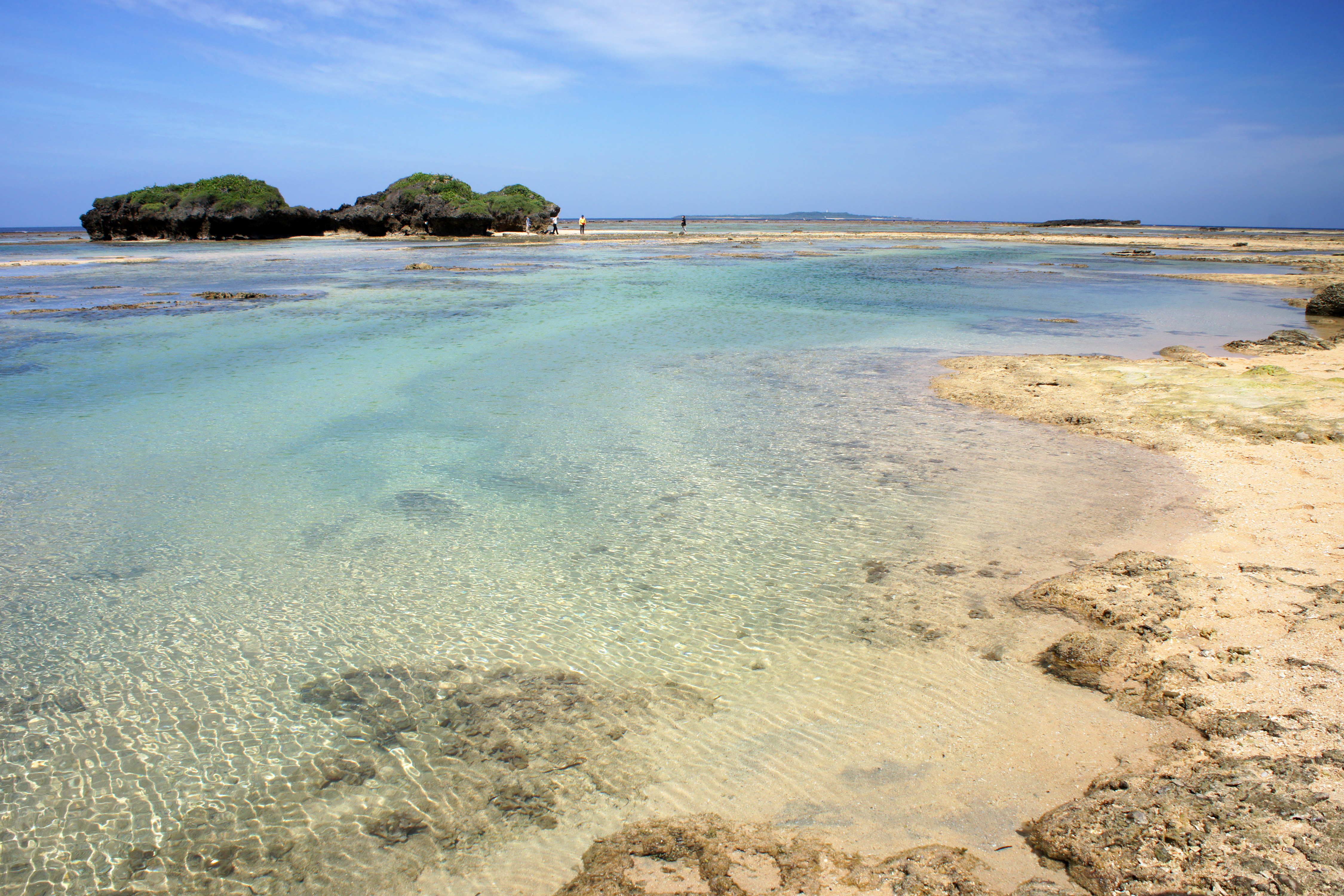
西表島 星砂の浜
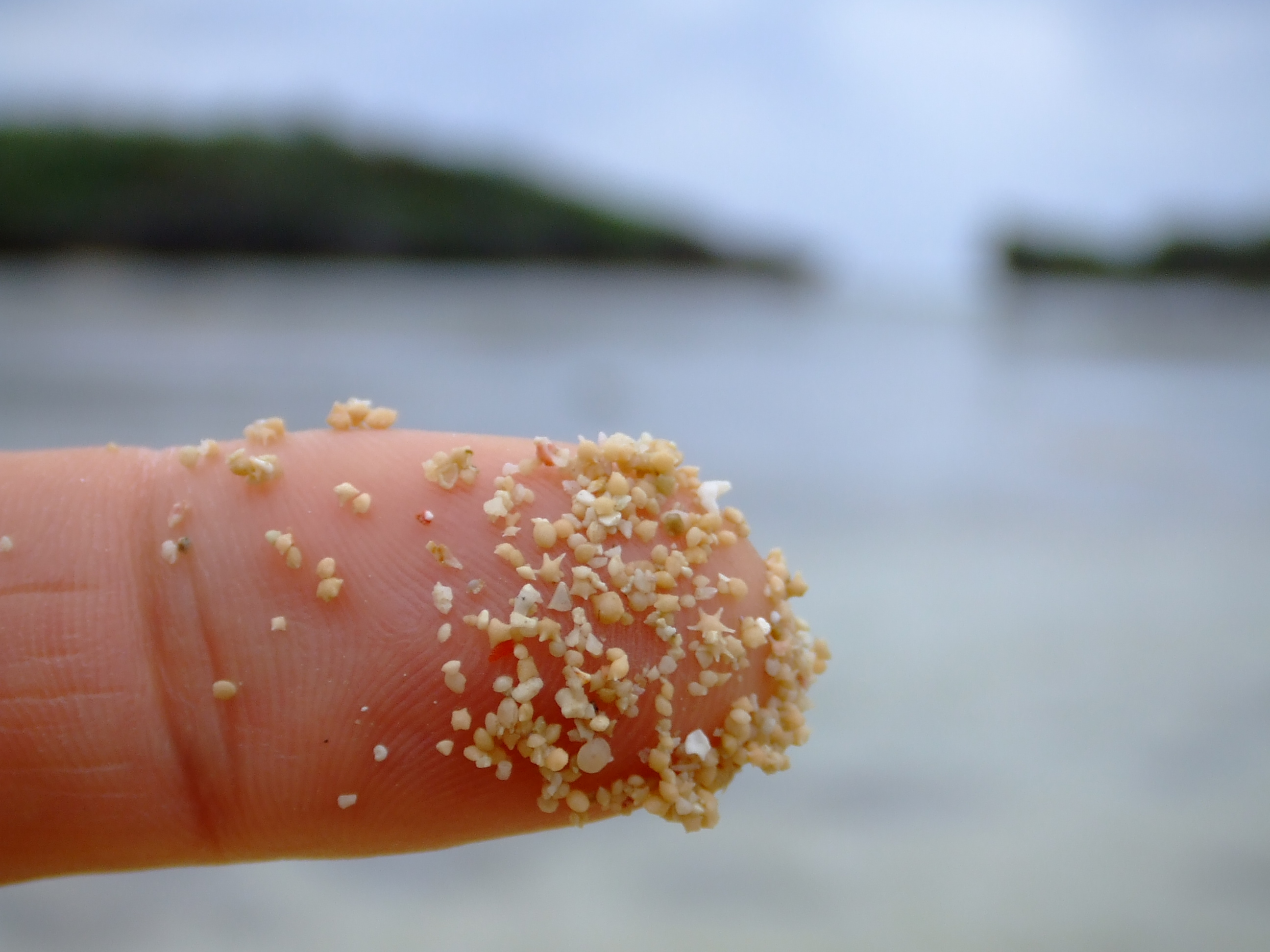
西表島 星砂の浜の星の砂
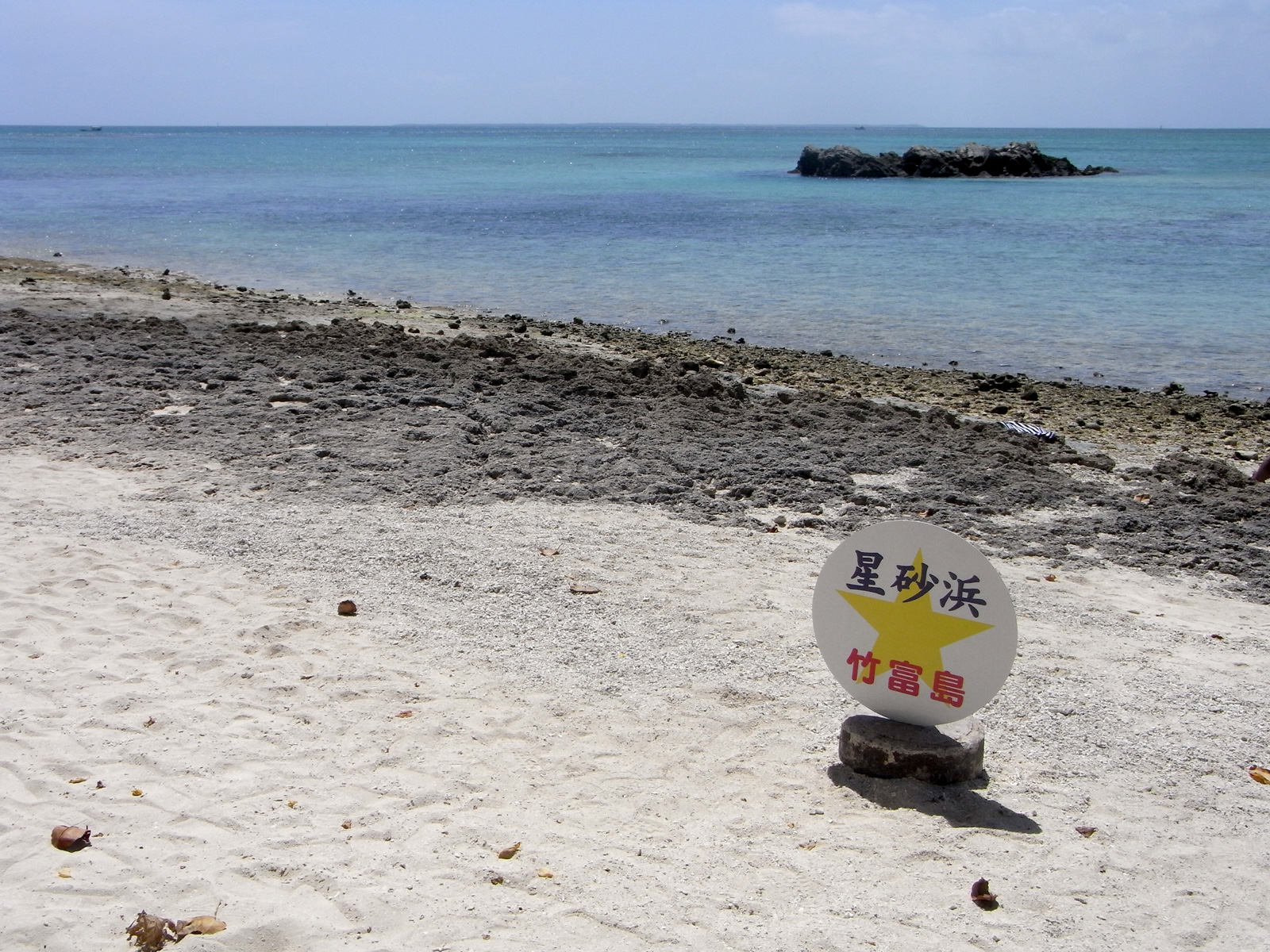
竹富島 カイジ浜
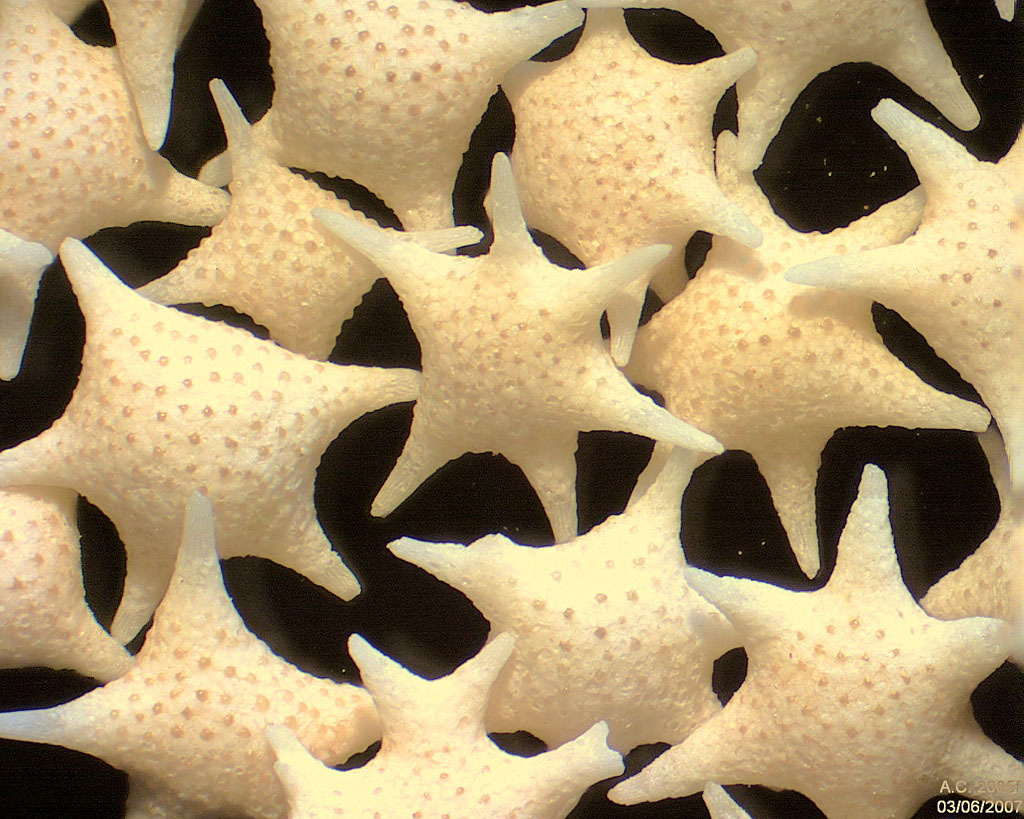
鳩間島の星の砂

沖縄県では小瓶に詰めたものが土産物として販売されているが、近年、数が減少しており、その原因として、土産物とするための乱獲や、日焼け止めオイルによる海水汚染の影響が指摘されている。

## 星の砂の構成種

### Baculogypsina
生物分類表は冒頭を参照
「ホシズナ」の和名を持つ、星の砂の主要構成種である。体長は数百μm〜数mm。Baculogypsina 属は1属1種であるが、生息場所の違いなどにより形態には若干の変異がある。殻は不規則な突起を持っており、星を想起させる形状となっている。

#### 生態
生きている Baculogypsina は突起の先端から網状仮足を伸ばし、移動や基物への付着、摂食などを行っている。餌は海藻の断片や微細藻類などであるが、エネルギー収支としては共生藻の光合成産物に依存する割合が高いとされる。

#### 生殖と成長
Baculogypsina の寿命は1.5年ほどと言われている。他の有孔虫と同様、有性生殖と無性生殖の両方が知られている。無性生殖時には成熟した大型の個体が泡状の生殖室を形成し、そこから幼生が大量（平均769個体）が放出される。ただし無性生殖を行う個体の割合は非常に小さく（個体群の0.01%）、多くの場合は配偶子の塊を放出する有性生殖が行われる。
Baculogypsina は幼年期から既に殻に突起を持っており、それを維持したまま成長する。有孔虫に特徴的な螺旋状の室形成を経た後、突起部を含む殻の全面を覆うようにドーム状の室が形成される。このような殻成長の結果、特徴的な星型が形作られるのである。

### Calcarina
Baculogypsina とともに星の砂の大部分を占める有孔虫である。Calcarina は Baculogypsina と比べて中央部が球に近く、また突起の先端が丸みを帯びている。両者は区別せずに星の砂と呼ばれることが多いが、その形状からCalcarinaを「太陽の砂」と呼び分けることもあり、和名も「タイヨウノスナ」とされている。
生態やその他の特徴はおおよそ Baculogypsina に準じる。異なる点としては生活環の中での形態変化があり、Calcarina の無性世代は有性世代と比較して突起の数が多く、時に分枝する。

### その他
上記2属の他、星の砂を構成する有孔虫としては、巻貝型の Neorotalia や Amphistegina、扁平な円盤状のゼニイシ（Marginopora）などがある。ゼニイシは成熟個体の直径が1cmを超える事もある大型種である。有孔虫以外の莢雑物ではサンゴ・貝殻・石灰藻の破片など、生物由来の炭酸カルシウム性構造物が混じる。場所によっては鉱物質の粒子（つまり本物の砂）も多く含まれる。

### 分布
生体は、西太平洋の熱帯〜亜熱帯域など、サンゴ礁が広がる地域に分布する。日本では、南西諸島、特に沖縄県側に多い。日本近海で普通に見られる一方、中央太平洋やハワイ諸島には分布しない。
Baculogypsina や Calcarina はサンゴ礁の中でも潮間帯を好み、その分布は水深5m以浅である。特にタイドプールには高密度で生息しており、100cm2あたり4,000〜6,000個体に達することもある。